# Fasciola
Fasciola — рід трематод, що належить до позатаксономічної підгрупи «печінкових сисунів» та містить важливі паразитичні види, найвідомішим з яких є печінковий сисун звичайний (F. hepatica).

## Види
- Fasciola hepatica — Печінковий сисун звичайний
- Fasciola gigantica — Печінковий сисун гигантський
- Fasciola jacksoni